# Watschenmann

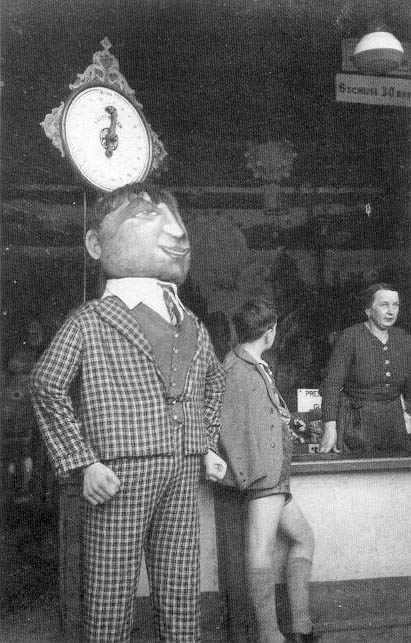
Watschenmann auf dem Wiener Prater 1935

Der Watschenmann war eine für den Wiener Prater typische mannsgroße Figur an Schießstätten und anderen Buden.

## Funktion und Geschichte

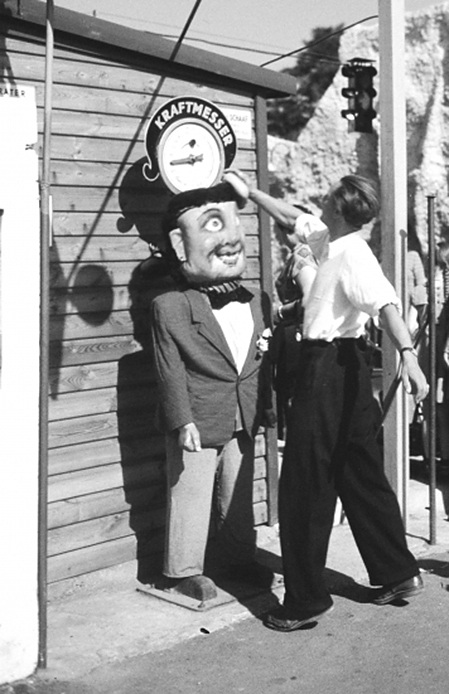
1950er-Jahre

Eine solche Figur hatte meist einen großen ballonartigen, mit Leder überzogenen Kopf. Man versetzte ihr eine Watsche (Ohrfeige), wobei sie einen charakteristischen brummenden und klappernden Laut ausstieß. Die Stärke des Schlages wurde mit einem Zeigerinstrument oberhalb des Kopfes gemessen. Sie galt als „etwas für Kraftmeier/Angeber oder für jedermann zum Abreagieren“. Vorgänger soll eine Türkenfigur aus Stoff gewesen sein. In der später geläufigen Form als Kraftmessgerät mit Münzeinwurf erschien sie erstmals um 1890 und hielt sich bis in die 1970er-Jahre. Variationen wie „Watschenfrauen“ und „Watschenaffen“ waren dagegen nur kurzfristige Erscheinungen. Ein Exemplar eines klassischen Watschenmannes ist heute im Wiener Pratermuseum ausgestellt. Moderne Nachfolger sind Kraftmesser wie Armdrück-Automaten, oder Maschinen, auf die eingeschlagen werden kann.

## Rezeption
Das Wort Watschenmann ging im Sinne von Prügelknabe in die Umgangssprache ein. Eine dieser Wendungen ist, „sich nicht zum Watschenmann machen lassen“. Eine bekannte Satiresendung im Österreichischen Rundfunk hieß Der Watschenmann. Im Jingle, der zur Melodie von Heissa lustig, ohne Sorgen aus Raimunds Verschwender gesungen wird, ertönt am Schluss das typische Schlaggeräusch.